# Centrale nucleare di Hongshiding
La centrale nucleare di Hongshiding è una futura centrale nucleare cinese situata presso la città di Rushan, nella provincia di Shandong. La centrale sarà equipaggiata con 2 reattori CPR1000, il sito è però espandibile ad una potenza totale di 6-8000 MW. I lavori per il primo reattore dovevano iniziare nel 2009 ma sono stati posticipati al 2010.